# Debugfs
debugfs es un sistema de archivos especial disponible en el núcleo Linux desde la versión 2.6.10-rc3. Fue escrito por Greg Kroah-Hartman.
debugfs es un sistema de archivos basado en RAM fácil de usar, especialmente diseñado para propósitos de depuración. Existe como una forma sencilla para que los desarrolladores del kernel pongan la información a disposición del espacio del usuario. A diferencia de /proc, que solo está destinado a la información sobre un proceso, o sysfs, que tiene reglas estrictas de un valor por archivo, debugfs no tiene reglas en absoluto. Los desarrolladores pueden poner cualquier información que quieran allí.

## Uso
Para compilar un núcleo Linux con la infraestructura debugfs, la opción CONFIG_DEBUG_FS  debe establecerse en Yes. Normalmente se monta en /sys/kernel/debug  con un comando como:
```
mount
 
-t
 
debugfs
 
none
 
/sys/kernel/debug

```

 Se puede manipular usando varias llamadas del archivo de encabezado C linux/debugfs.h , que incluye: 
- debugfs_create_file  –  para crear un archivo en el sistema de archivos de depuración.
- debugfs_create_dir  –   para crear un directorio dentro del sistema de archivos de depuración.
- debugfs_create_symlink  –   para crear un enlace simbólico dentro del sistema de archivos de depuración.
- debugfs_remove  –   para eliminar una entrada de debugfs del debug filesytem.